# میکی بولاک
میکی بولاک (انگلیسی: Mickey Bullock؛ ۲ اکتبر ۱۹۴۶ – ۲۷ دسامبر ۲۰۲۴) بازیکن فوتبال اهل بریتانیا بود.
از جمله باشگاه‌هایی که وی در آن‌ها بازی کرده‌است، می‌توان به باشگاه فوتبال آکسفورد یونایتد، باشگاه فوتبال بیرمنگام سیتی و باشگاه فوتبال لیتون اورینت اشاره کرد.